# Quadri-moment
En relativité restreinte, le quadrimoment, quadri-moment (ou quadrivecteur impulsion ou quadri-impulsion ou quadrivecteur impulsion-énergie ou quadrivecteur énergie-impulsion) est une généralisation du moment linéaire tridimensionnel de la physique classique sous la forme d'un quadrivecteur de l'espace de Minkowski, espace-temps à 4 dimensions de la relativité restreinte.
Le quadri-moment d'une particule combine le moment tridimensionnel {\displaystyle {\vec {p}}=(p_{x},p_{y},p_{z})} et d'énergie {\displaystyle E} :
{\displaystyle {\begin{pmatrix}p^{0}\\p^{1}\\p^{2}\\p^{3}\end{pmatrix}}={\begin{pmatrix}E/c\\p_{x}\\p_{y}\\p_{z}\end{pmatrix}}={\begin{pmatrix}\gamma mc\\\gamma mv_{x}\\\gamma mv_{y}\\\gamma mv_{z}\end{pmatrix}}}.
Comme tout quadrivecteur, il est covariant, c'est-à-dire que les changements de ses coordonnées lors d'un changement de référentiel inertiel se calculent à l'aide des transformations de Lorentz.
Dans une base donnée de l'espace-temps de Minkowski, ses coordonnées sont notées {\displaystyle \ \left(p^{0};p^{1};p^{2};p^{3}\right)}, dans la base covariante associée, ses coordonnées sont notées {\displaystyle \ \left(p_{0};p_{1};p_{2};p_{3}\right)} et sont telles que {\displaystyle \ p_{i}=\eta _{ij}.p^{j}}.
En relativité restreinte, l'énergie et la quantité de mouvement d'une particule sont les composantes d'un unique quadrivecteur,,, (4-vecteur). Il est surtout connu comme le quadrivecteur énergie-impulsion (4-vecteur énergie-impulsion). Il est noté {\displaystyle p}.
La 4-impulsion d'une particule est un 4-vecteur tangent à la ligne d'univers de la particule et orienté vers le futur, ; il est de genre temps dans le cas d'une particule massive,, et de genre lumière dans celui d'une particule sans masse, ; il est non-unitaire. La 4-impulsion totale d'un système isolé de particules est soit un 4-vecteur de genre temps orienté vers le futur, soit un 4-vecteur de genre lumière orienté vers le futur ; ce dernier cas ne se produit que pour un système isolé constitué uniquement de particules sans masse et dont les 4-impulsions sont toutes colinéaires. Les composantes de la 4-impulsion sont homogènes à une quantité de mouvement.
Le carré de la pseudonorme du quadrivecteur conduit à la relation d'Einstein,,, :
{\displaystyle E^{2}=p^{2}c^{2}+m^{2}c^{4}},
reliant l'énergie, la masse et l'impulsion. Lorsque la masse de la particule libre est non nulle mais que son impulsion est nulle, la relation se réduit à {\displaystyle E=mc^{2}}. Lorsque la masse de la particule libre est nulle, comme c'est le cas d'un photon, la relation se réduit à {\displaystyle E=pc}. La relation met en évidence qu'en relativité restreinte, la masse est une grandeur invariante,,, et conservée,, mais non additive,,,,,.
La 4-impulsion est une des notions introduites par Hermann Minkowski,,.

## Dénominations
La dénomination « quadrivecteur énergie-quantité de mouvement » reste usitée. Mais, en raison notamment de sa longueur, des auteurs lui substituent celle de « quadrivecteur énergie-impulsion », ou de « quadrivecteur impulsion-énergie ». Cela est discutable car « impulsion » devrait être réservé à « l'action d'une force pendant un court intervalle de temps » et ainsi à « une variation de quantité de mouvement ».

## Relation avec la quadrivitesse
Nous savions qu'en mécanique classique, la relation entre l'impulsion et la vitesse de la particule non-relativiste est la suivante :
{\displaystyle {\vec {p}}=m{\vec {v}}} où {\displaystyle m} correspond à la masse au repos.
Nous pouvons généraliser ce concept à quatre dimensions en introduisant la quadrivitesse. Pour une particule dotée de masse non nulle mais ayant une charge électrique nulle, le quadri-moment est donné par le produit de la masse au repos {\displaystyle \ m} et de la quadrivitesse {\displaystyle \ u}.
En coordonnées contravariantes, on a {\displaystyle \ u=\left(u^{0},u^{1},u^{2},u^{3}\right)=\left(\gamma .c,\gamma v_{x},\gamma v_{y},\gamma v_{z}\right)}, où {\displaystyle \gamma ={\frac {1}{\sqrt {1-({\frac {v}{c}})^{2}}}}} est le facteur de Lorentz et c est la vitesse de la lumière :
{\displaystyle p^{\mu }=m\,u^{\mu }\!} où {\displaystyle \mu \in {\big \{}0,1,2,3{\big \}}}

## Norme de Minkowski: p2
En calculant la norme de Minkowski d'un quadri-moment, on obtient un invariant de Lorentz égal (à un facteur égal à la vitesse de la lumière c près) au carré de la masse au repos de la particule :
{\displaystyle p\cdot p=\eta _{\mu \nu }p^{\mu }p^{\nu }={E^{2} \over c^{2}}-|{\vec {p}}|^{2}=m^{2}c^{2}}
Puisque {\displaystyle |p|^{2}\!} est un invariant de Lorentz, sa valeur reste inchangée par transformations de Lorentz, c'est-à-dire par changement de référentiel inertiel.
En utilisant la métrique de Minkowski :
{\displaystyle \eta _{\mu \nu }={\begin{pmatrix}1&0&0&0\\0&-1&0&0\\0&0&-1&0\\0&0&0&-1\end{pmatrix}}}.
Le tenseur métrique est en fait défini à un signe près. On trouvera dans certains ouvrages la convention {\displaystyle \eta _{\mu \nu }=(-,+,+,+)} au lieu de la convention {\displaystyle \eta _{\mu \nu }=(+,-,-,-)} adoptée dans cet article. Les résultats physiques sont évidemment les mêmes quelle que soit la convention choisie, mais il faut prendre garde de ne pas les mélanger.

## Interprétation
À l'approximation des faibles vitesses, la composante temporelle de la 4-impulsion se réduit à :
{\displaystyle p^{0}c=E=mc^{2}+{\frac {1}{2}}mv^{2}},
où :
- {\displaystyle mc^{2}} est l'énergie de masse[44] ;
- {\displaystyle {\frac {1}{2}}mv} est l'énergie cinétique[45].

À la même approximation, les trois composantes spatiales de la 4-impulsion se réduisent à :
{\displaystyle {\vec {p}}=m{\vec {v}}},
qui est l'expression classique de la quantité de mouvement.

## Vitesse observée
La 4-impulsion permet de définir la vitesse observée d'une particule à partir de la relation :
{\displaystyle {\frac {\vec {p}}{E}}={\frac {\vec {v}}{c^{2}}}},
soit :
{\displaystyle {\vec {v}}={\frac {{\vec {p}}c^{2}}{E}}}.

## Conservation du quadri-moment
La conservation du quadri-moment dans un référentiel donné implique deux lois de conservations pour des quantités dites classiques :
1. La quantité totale d'énergie {\displaystyle \ E=c.p^{0}} est invariante.
2. Le moment linéaire classique tridimensionnel {\displaystyle {\vec {p}}} reste invariant.

On notera au passage que la masse d'un système de particules peut être supérieure à la somme des masses des particules au repos, à cause de l'énergie cinétique. Par exemple, prenons 2 particules de quadri-moment {5 Gev, 4 Gev/c, 0, 0} et {5 Gev, -4 Gev/c, 0, 0} : elles ont chacune une masse au repos de 3 Gev/c2 mais leur masse totale (soit encore la masse du système) est de 10 Gev/c2. Si ces 2 particules entrent en collision et fusionnent, la masse de l'objet ainsi formé est de 10 Gev/c2.
Une application pratique en physique des particules de la conservation de la masse au repos permet, à partir des quadri-moments pA et pB de 2 particules créées par la désintégration d'une particule plus grosse ayant un quadri-moment q, de retrouver la masse de la particule initiale. La conservation du quadrimoment donne qμ = pAμ + pBμ, et la masse M de la particule initiale est donnée par |q|2 = M2c2. En mesurant l'énergie et les 3-moments des particules résultantes, on peut calculer la masse au repos du système des 2 particules qui est égal à M. Cette technique est notamment utilisée dans les recherches expérimentales sur le boson Z dans les accélérateur de particules.
Si la masse d'un objet ne change pas, le produit scalaire de Minkowski de son quadri-moment et de la quadri-accélération correspondante Aμ est nul. L'accélération est proportionnelle à la dérivée temporelle du moment divisée par la masse de la particule:
{\displaystyle p_{\mu }A^{\mu }=p_{\mu }{\frac {d}{dt}}{\frac {\eta ^{\mu \nu }p_{\nu }}{m}}={\frac {1}{2m}}{\frac {d}{dt}}|p|^{2}={\frac {1}{2m}}{\frac {d}{dt}}(m^{2}c^{2})=0}.

## Moment canonique en présence d'unchamp électromagnétique
Il est également utile de définir un moment "canonique" (à 4 dimensions), pour des applications en mécanique quantique relativiste : {\displaystyle P^{\mu }}, qui est la somme du quadri-moment et du produit de la charge électrique avec le potentiel (qui est un vecteur à 4 dimensions) :
{\displaystyle P^{\mu }=p^{\mu }+qA^{\mu }\!},
où le 4-vecteur potentiel est une combinaison entre le potentiel scalaire et le potentiel vecteur du champ magnétique :
{\displaystyle {\begin{pmatrix}A^{0}\\A^{1}\\A^{2}\\A^{3}\end{pmatrix}}={\begin{pmatrix}\phi /c\\A_{x}\\A_{y}\\A_{z}\end{pmatrix}}}.